# Babelsbergparken

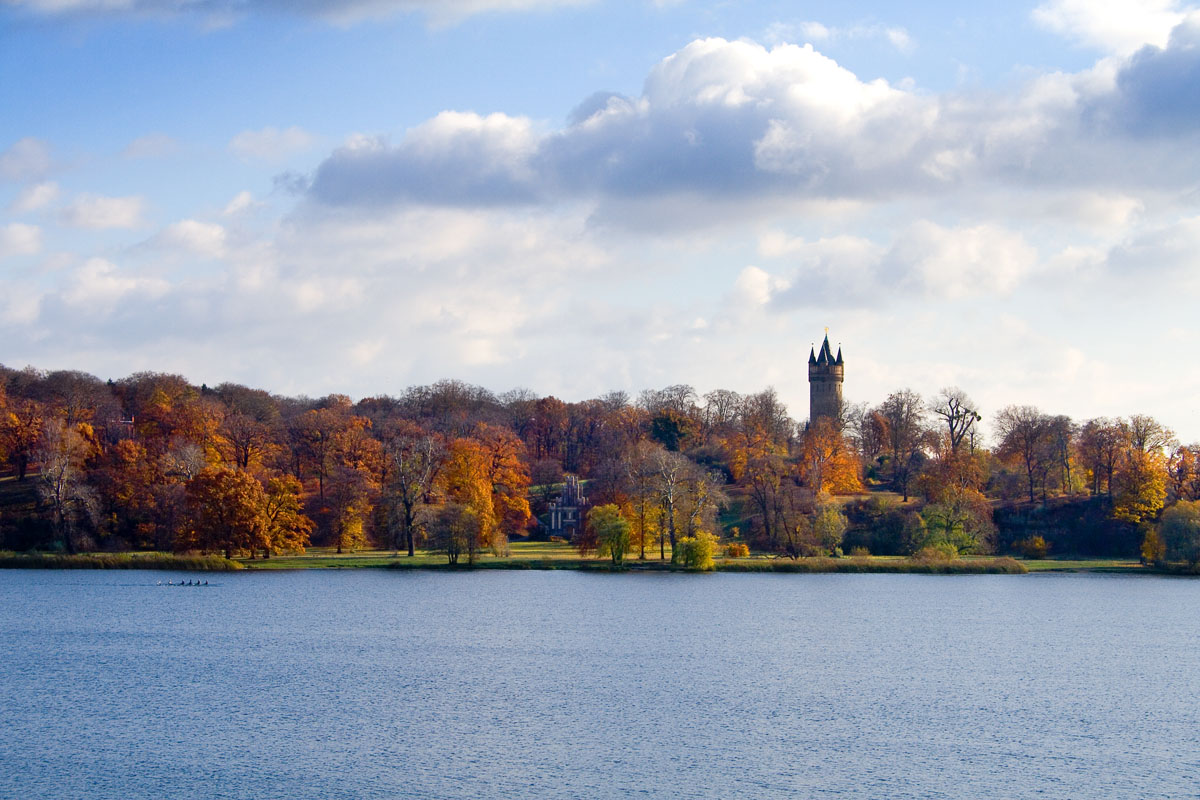
Babelsbergparken med Flatowturm på hösten.

Babelsbergparken, tyska: Park Babelsberg, är en 114 hektar stor park i stadsdelen Babelsberg i östra delen av staden Potsdam i Brandenburg, Tyskland. Parken anlades tillsammans med Babelsbergs slott för prins Vilhelm av Preussen, den senare kejsaren Vilhelm I och påbörjades 1833 efter att kung Fredrik Vilhelm III givit sitt godkännande. Parken anlades av de kända trädgårdsarkitekterna Peter Joseph Lenné och efterföljaren Hermann von Pückler-Muskau, som omvandlade berget Babelsberg och den kuperade terrängen intill floden Havel till ett engelskt parklandskap.
I parken ägde 22 september 1862 det berömda samtal mellan kung Vilhelm I och Otto von Bismarck rum, som ledde till att Bismarck utnämndes till ministerpresident och utrikesminister i Preussen.
Parken drogs in till den tyska staten efter att huset Hohenzollern abdikerat 1918. Efter andra världskriget omvandlades delar av parken till ett utbildningscentrum för sjöfart, sport och teknik, och ett studentboende uppfördes i utkanten av parken. 1961 drogs Berlinmuren genom parkens norra del vid gränsen mot dåvarande Västberlin. I samband med Tysklands återförening påbörjades ett större rekonstruktionsprojekt. Berlinmurens anläggningar och många av byggnaderna som uppförts under DDR-tiden revs. Sedan 1990 ingår parken i Unesco-världsarvet Palats och parker i Potsdam och Berlin.

## Byggnader i parken
- Babelsbergs slott, Vilhelm I:s sommarresidens.
- Flatowturm, utsiktstorn, uppförd 1853−1856, ska efterlikna ett torn som fanns på en stadsport i Frankfurt am Main.[1]
- Kleines Schloss, uppförd som arvprins Fredrik Vilhelms bostad, idag restaurang.
- Ångmaskinhuset, uppförd 1843−1845 av Persius i stilen av ett normandiskt kastell, används för bevattningssystemet.[1]
- Berliner Gerichtslaube, staden Berlins medeltida domstolsbyggnad som flyttades hit 1871.
- Matrosenhaus